# Nabil Maâloul
Nabil Maâloul (25 de juliol de 1962, Tunis, Tunísia) és un exfutbolista que jugava com a migcampista i actualment és entrenador. Des de l'abril del 2017 és el tècnic de la selecció de futbol de Tunísia.

## Trajectòria

### Jugador
Maâloul va dedicar una gran part de la seva carrera a l'ES Tunis, on va jugar onze temporades aconseguint sis títols de la Ligue Profesionelle 1, després de dues temporades al Hannover 96 a la segona divisió de la 2. Bundesliga, va tornar al seu país per jugar al CA Bizertin i acabar la seva carrera al Club Africain.
Amb la selecció de futbol de Tunísia va ser internacional en 74 partits oficials, marcant 11 gols entre el 1985 i el 1995. Va participar dels Jocs Olímpics del 1988 de Seül.

### Entrenador
Va iniciar la seva carrera com a entrenador el desembre del 2010, al capdavant de l'ES Tunis, obtenint un triplet històric el 2011, Championnat de la Ligue Profesionelle 1, Copa de Tunísia i Lliga de Campions de la CAF. El 14 de febrer de 2013, es va convertir oficialment en entrenador de la selecció de futbol de Tunísia. El 23 de març, va debutar contra Sierra Leone i van guanyar per 2-1. El 7 de setembre, després d'una derrota a casa (0-2) contra la Selecció de Cap Verd que els va eliminar de la classificació de la Copa del Món de futbol del 2014, Maâloul va anunciar la seva renuncia al càrrec.
El 20 de gener de 2014, marxava a entrenar al Qatar, a l'El Jaish SC i allí va guanyar la Copa Príncep de la Corona de Qatar el 26 d'abril de 2014.
El 20 de desembre de 2014, es feia càrrec de la selecció de futbol de Kuwait, a la qual va dirigir a la Copa Asiàtica 2015 i durant la segona ronda de la classificació de la AFC per a la Copa del Món del 2018 abans que la FIFA suspengués a l'Associació de Futbol de Kuwait de tota competició internacional el 16 d'octubre de 2016.
El 27 d'abril de 2017, va tornar al capdavant de la selecció tunisiana i aconseguint que l'equip tornés a la Copa del Món de futbol de 2018 per primera vegada des del 2006 i es va convertir en el segon entrenador tunisià en classificar-s'hi després d'Abdelmajid Chetali el 1978.

## Clubs

### Jugador
| Club          | País           | Any         |
| ------------- | -------------- | ----------- |
| ES Tunis      | Tunísia        | 1981 - 1989 |
| Hannover 96   | Alemanya       | 1989 - 1991 |
| ES Tunis      | Tunísia        | 1991 - 1994 |
| Al-Ahli SC    | Aràbia Saudita | 1994        |
| CA Bizertin   | Tunísia        | 1994 - 1995 |
| Club Africain | Tunísia        | 1995 - 1999 |

### Entrenador
| Club                          | País    | Any            |
| ----------------------------- | ------- | -------------- |
| Olympique du Kef              | Tunísia | 1997 - 1998    |
| Selecció de futbol de Tunísia | Tunísia | 2002 - 2004    |
| Club Africain                 | Tunísia | 2004 - 2005    |
| CA Bizertin                   | Tunísia | 2005 - 2006    |
| Selecció de futbol de Tunísia | Tunísia | 2006 - 2008    |
| ES Tunis                      | Tunísia | 2010 - 2013    |
| Selecció de futbol de Tunísia | Tunísia | 2013           |
| El Jaish SC                   | Qatar   | 2014           |
| Selecció de futbol de Kuwait  | Kuwait  | 2014 - 2016    |
| Selecció de futbol de Tunísia | Tunísia | 2007 - present |

## Palmarès

### Jugador
ES Tunis
- Championnat de la Ligue Profesionelle 1: 1982, 1985, 1988, 1989, 1993, 1994
- Copa de Tunísia: 1986, 1989
- Supercopa de Tunísia: 1993
- Lliga de Campions aràbiga: 1993

Club Africain
- Championnat de la Ligue Profesionelle 1: 1996
- Recopa aràbiga: 1995

### Entrenador
ES Tunis
- Championnat de la Ligue Profesionelle 1: 2011, 2012
- Copa de Tunísia: 2011
- Lliga de Campions de la CAF: 2011

El Jaish SC
- Copa Príncep de la Corona de Qatar: 2014

Tunísia
- Classificació de la Copa del Món de futbol: 2018